# 宮地佑紀生の聞いてみや〜ち
『宮地佑紀生の聞いてみや〜ち』（みやちゆきおのきいてみや〜ち）は東海ラジオ放送のラジオ番組。1997年4月7日から2016年6月29日まで放送。

## 概要
1997年3月、18年半に渡って放送した平日帯 昼ワイド番組『ぶっつけワイド』が終了。それに伴う改編で『かにタク言ったもん勝ち』に続く、平日帯 夕方ワイド番組として開始。パーソナリティは宮地佑紀生と『ぶっつけワイド』のパーソナリティを務めた神野三枝を起用。後述の打ち切りまで、パートナーの交代は無かった。
その後は1998年8月より「かにタク」が平日午前枠に移動。1999年4月改編の放送時間縮小を経て、平日13時から16時の平日帯 昼ワイド番組として、放送開始から19年2か月に渡って放送した。
愛･地球博が開催された頃は雑誌の名古屋特集等の企画で宮地の取材を受けた際、この番組にも取材が来た。関西テレビ放送が名古屋の企画特集を組んだ際、有名なラジオ番組として、テレビカメラ等の取材スタッフが来たこともあるなど、名古屋を代表するラジオ番組となっていた。
2000年から開始された中京地区ラジオ聴取率調査では平日午後の同時間帯 首位を常にキープして、全局 全番組 首位を何度も獲得した人気番組であった。2005年冬の調査は数年振りに全局 全番組1位を『つボイノリオの聞けば聞くほど』から奪い返した。2015年6月以降は裏番組の『北野誠のズバリ』が単独首位を維持することが多くなった。
2016年4月改編で、平日週5日から週4日（月 - 木）となり、打ち切りまでの放送内容はほぼ全編で毎日、日替わりで出されるテーマについて、聴取者からエピソードや意見などを募集し、2人がそれを番組内で紹介しつつ繰り広げるフリートークであった。
2002年（平成14年）、日本民間放送連盟賞・ラジオ生ワイド部門・優秀賞を受賞した（「（2人の）トークがすでに話芸の域に達している」などの評価を受けた）。放送20年目に突入した2016年6月27日の生放送中に宮地が神野を暴行（後述）したとして警察に逮捕されたことに伴い、東海ラジオは同番組を6月限りで打ち切り、19年3ヶ月で番組は終了した。

## パーソナリティ
- 宮地佑紀生（タレント:サンデーフォークプロモーション所属）
- 神野三枝（タレント:オフィスともだち所属）

「みや〜ち」放送内では宮地は神野を「神野さん」、神野は宮地を「先輩」と呼んでいた。宮地のトークが暴走した際には「ゆきちゃん」と呼んで嗜めることがあった。

### ピンチヒッター
宮地・神野の一方がとるのではなく、宮地・神野と2人そろって休暇をとるのが掟であった（1週間程度を年に2回）。なおその際、「ピンチヒッターウィーク」として、東海ラジオのアナウンサー（タレントを起用することもある）が、男女1名ずつ日替わりで登場している。これは番組開始以来続いていたことでもあった。
休暇復帰後の1週間の番組内では、小出しにして2人の休暇中の話を紹介することが主であった（休暇期間中の2人は主に旅行に行くため、その話題が中心を占めていた）。そうしたこともあり、めったなことがない限り片方が休むことはなかった。
以下は、ピンチヒッターの出演者。
- 2003年の夏に宮地が倒れた時は、松原敬生が代理を務めた。
- 2008年2月14日から22日まで神野が肺炎で休んだため、14・21日が深谷里奈、15日・22日が佐藤友香、18・19日が青山紀子、20日が蟹江篤子の4人がそれぞれ担当した。
- 2009年3月9日から19日まで神野が高熱のため休養。9・11日は成田香織、10・12・17・18日は青山紀子、13・16日は山崎聡子、19日は佐藤友香が務めた。

2011年10月13日から14日まで宮地が盲腸のため休養。原光隆が代理を務めた。
かつてはピンチヒッター登場時の番組名を「聞いてみや〜て」としていた。また、松原敬生が代役の時「松原敬生の聞いてマッタカ」、天野良春・タクマのアマタクコンビが代役の時「天タクききいっぱつ」というタイトルで放送したこともある。その際ジングルも普段とは別のものを用意したが、コーナーは通常通りに行った。

## 放送時間
| 期間                          | 放送時間                      |
| ----------------------------- | ----------------------------- |
| 1997年4月7日 - 1998年7月      | 月曜日 - 金曜日 15:30 - 18:15 |
| 1998年8月 - 1999年3月         | 月曜日 - 金曜日 13:00 - 17:00 |
| 1999年4月 - 2016年3月         | 月曜日 - 金曜日 13:00 - 16:00 |
| 2016年3月28日 - 2016年6月29日 | 月曜日 - 木曜日 13:00 - 16:00 |

## 生放送中の暴行事件・番組打ち切り
2016年6月27日 14時55分頃、宮地が放送中に神野の左膝を蹴った上にマイクで顔を殴り、唇に全治10日間の怪我を負わせた。事件が発生したのはリスナーからのメッセージを紹介していた時間で、神野がメッセージを紹介している最中に「痛い痛い。何? 何ですか?」と言った上で「プレゼントを頂いた方のご紹介じゃないんですか?」と問い掛けると宮地は「だから（プレゼントを）頂いた人のやつ、頂きゃええがね」と受け答えをして、その後は神野に対して、宮地がマイクをぶつける音が放送された。結局、その日は16時まで放送されたが、その後、神野は警察（宮地が逮捕された千種署と見られる）へ出向き、被害届を提出した。
事件発生翌日の28日からは宮地と神野は出演せず、『聞いてみや〜ち』として、安蒜豊三と青山紀子（同日）・前野沙織（29日）（いずれも東海ラジオアナウンサー(放送時点)）がパーソナリティを務めたが、6月30日に、宮地が愛知県千種警察署に逮捕されたことを受け、東海ラジオは同日、番組の打ち切りを決定。6月29日で番組終了した。また、同年4月から毎週土曜日13時00分 - 13時30分に放送されていた『ショップジャパン プレゼンツ 宮地佑紀生・河原龍夫・神野三枝 もっと ためして みや〜ち』や二人が出演するスポットCMも同様に打ち切られた。
同日の放送は新聞各紙の番組表では『聞いてみや〜ち』と掲載していたが番組名を付けずに放送した。
7月1日には千種署が東海ラジオのスタジオで現場検証を行い、番組スタッフからも事情聴取を行った。担当者は警察に対して「どこが気に入らなかったのかは分からない。何らかの行き違いがあった」としている。
事件当日の放送を聴取していた女性リスナーは、（暴力行為が発生した際のやり取りや音声に関して）「その前後、普段のオンエアに比べ、間合いや会話がかみ合っていないことがあり、違和感はあった」と話している。宮地は警察の聴取に対して「番組の進行に不満があった」と話した。宮地と神野は10年以上前（2006年以前）から、番組の生放送中に宮地が取った態度で、神野とトラブルになっていたとのことである。7月1日夕方の時点で、東海ラジオにはおよそ170件の問い合わせが寄せられた。
ラジオの生放送中、パーソナリティがパートナーに暴力を振るうという前代未聞の事件は全国のニュースで大々的に報じられ、競合局のCBCラジオは元より、日本全国のラジオ局のワイド番組、テレビのワイドショーで取り上げられた。
宮地は7月1日に送検後、釈放された。神野も事件発生以降、同年12月に自身のホームページで声明を発表、2017年4月に同局の「松原敬生の日曜も歌謡曲」のアシスタントに就任するまで活動を休止した。
宮地は2017年12月、CBCラジオのイベントに出演。2018年8月、東京のラジオ関連イベントに出演した。同年10月からはCBCラジオで新番組を担当。2年3か月振りのレギュラーはCBCラジオで持つこととなった（宮地佑紀生#ラジオ復帰へも参照）。現在でも、宮地は東海ラジオには出演していない。

### 打ち切り後の放送
6月30日の番組打ち切り後、東海ラジオは7月下旬までレギュラーの月 - 木曜日 13時 - 16時の昼ワイド枠の扱いは以下の通り、日替わりで暫定的な番組を放送した。

#### 「特別番組」
2016年6月30日 - 7月7日までは「特別番組」と称して放送。各パーソナリティが日替わりで担当した。扱う投稿テーマが打ち切り前から既に設定されていたため、それを引き継いだ投稿を募集しつつ進行した。
- 6月30日： 安蒜豊三（☆）、青山紀子（☆）
- 7月4日：松原敬生、成田香織（☆）
- 7月5日：源石和輝（☆）、前野沙織（☆）
- 7月6日：安蒜豊三（☆）、堀真理子
- 7月7日：ねね、青山紀子（☆）

（☆は東海ラジオ アナウンサー（放送時点））

#### 『ぶっつけワイド』の期間限定復活
2016年7月11日 - 7月28日まで、かつての平日帯 昼ワイド番組『ぶっつけワイド』を「期間限定」の名目で復活した。パーソナリティは同番組を担当した松原敬生（期間中、全日出演）、蟹江篤子（7月21日を除く期間中、月、水、木出演）、佐田玲子（期間中、毎週火曜日、7月21日に出演）が担当した。

#### 後番組『FINE DAYS!』の放送開始
2016年7月20日、東海ラジオは『聞いてみや〜ち』の後番組として、平日帯 昼ワイド番組『FINE DAYS!』の放送を8月1日より開始することを発表した。同番組は月曜日 - 金曜日まで、各曜日パーソナリティとアシスタントが進行、同年4月改編より金曜日の『きくち教児の楽気!DAY』は同枠内に組み込まれた。

## タイムテーブル
打ち切り時点でのタイムテーブルである。音楽をかけるコーナーが無い代わりに、二人のトークが番組の大半を占めていた。なお、掲載されている各コーナーの放送時間は番組の進行等により若干の変更がある。また、カッコ内はそのコーナーのスポンサー。

### 13時台
- 13:00 オープニング
  - 宮地が面白い小話をいくつか紹介する。
- 13:02 いきなりテレホン【（月）富士コーヒー[注釈 6][注釈 7]】
  - 誰でもわかるヒントありのクイズ。正解者には、富士コーヒーの商品（月曜日のみ。不定期で変更）・宝紙・好きな言葉&パーソナリティー2人のサイン付き色紙がプレゼントされる。
  - なお、このコーナーを含め働いているリスナーが登場した際、「午後からお仕事頑張ってください!」などということもある。
- 13:25頃から数分間 スポンサー枠【アサヒビール】
  - この提供枠でメッセージが読まれると、1週間を通じて抽選で、アサヒビール製品が1名にプレゼントされる。
  - メッセージを読む前に、宮地・神野が曜日に合わせた歌を歌う（歌は、宮地が作詞したもの）。過去に一度だけリスナーから送られてきたつまみを食べながら飲んだこともある。
- 13:30 ためしてみや〜ち【ショップジャパン】
  - 2008年途中から通販枠開始。2013年頃から宮地（または、宮地の家族）が実際に使用して良かった選りすぐりの商品を、通販会社・ショップジャパンの社員とともに紹介する現コーナーとなる。
- 13:38 みみこみみや〜ち
  - リスナーからの耳寄りな口コミ情報を紹介する。なお口コミ情報（主に裏技など）によっては、リスナーからの情報に加え、スタッフが事前に調べた補足情報も伝える。また、時には「逆みみこみ」と称してリスナーからの質問を紹介し、その答えを他のリスナーに募る事もある。
  - 冒頭で神野がコーナータイトルを言うと宮地が「チェイス！」と言うお約束がある。
- 13:44頃（月・水）マイホームパパ（スポンサーではないが、東建コーポレーションのCMが流れる）
- 13:47頃 スポンサー枠【（火）泉屋製菓総本舗[注釈 8]】
- 13:52 中日新聞ニュース【大垣共立銀行】・天気予報【（金）不朽園】・交通情報　【（月）ゴールデンサテライト、（火 - 木）多度大社】
  - かつて、イチビキが天気予報のスポンサーだった頃、冬季限定で、通常の天気予報と、東海3県下の主要都市の鍋物指数・そしておすすめの鍋料理が紹介されていた。
- 13:57 おめでとうのコーナー
  - 誕生日等のおめでたい事をパーソナリティーに祝ってもらうコーナー（入学式や卒業式などが行われたりする時期は、メッセージを送っていない人にも祝福のメッセージをパーソナリティから言うことが多い）。
  - 番組に差し入れが入った場合（「ありがとうございました」と差し入れをした方へのメッセージを言う）や、リスナーが誰かに頑張ってほしい人へのメッセージを紹介することもある。

### 14時台
- 14:05 みや〜ち夕刊エクスプレス【西濃運輸】
  - 中日新聞社会部デスクから、夕刊に掲載されている記事などを紹介してもらうコーナー。なお夕刊が休刊日の場合、最新のニュースを伝えてもらう。
- 14:10 元気でみや〜ち【矢場とん】
  - 元気にまつわるエピソードを紹介する。この提供枠でメッセージが読まれると、1週間を通じて抽選で、矢場とんのお食事券が1名にプレゼントされる。週最終日（毎週木曜日）は矢場とんの女将・鈴木純子の「元気になる言葉」を紹介する。番組にゲストが来ると、このコーナーの後に出演することが多い。なおゲストがグループの場合、メンバーをリスナーに紹介する際、「出席をとります…」と宮地が言ってゲストを紹介、ゲスト側が返事をするというパターンがある。
- 14:40 飛びこみマイク
  - 東海ラジオのレポートドライバーによる生中継のレポートコーナー。なお2006年の終わりの頃から、放送に出演してくれた中継先の担当者の方に、「○○（出演してくれた担当者の名前）さーん、頑張ってください!」と二人が同時に呼びかけるようになった。
- 14:44 快適生活ラジオショッピング
- 14:49 中日新聞ニュース・天気予報【（月・水）嘉文】・交通情報【かねふく めんたいパークとこなめ】
- 14:55 おめでとうのコーナー

### 15時台
- 15:01 大抵この時間に次回のテーマが発表される。ただし、以下のコーナーが有る場合は15:25頃に発表される。
  - （木） こんにちは三重県です
    - 三重県からのお知らせを、三重県職員が電話で伝えてくれる。

  - （不定期） マイタウン情報
    - 観光地等から担当の人が登場し、観光地などをPRする。
- 15:05 ドラゴンズ情報
  - 中日ドラゴンズの情報を、スポーツアナウンサー（春季キャンプ中は、スポーツディレクターやガッツナイター解説者が担当することもある）が日替わりで伝えてくれる。なお年末年始などドラゴンズの動きがさほどない場合等になると、「東海ラジオ ガッツナイター」解説者が電話で登場する。コーナー最後は、ナイター期は今日の「東海ラジオ ガッツナイター」の案内等、ナイターオフ期はオフ番組の案内等を伝える。
- 15:10 おしゃべりみや〜ち【樹の恵本舗 中村、（火）ナガシマリゾート、（木）中部ハーバー】 
  - パーソナリティー2人とリスナー1人が、テーマに基づいて電話でおしゃべりするコーナー。「いきなりテレホン」と同じく色紙がプレゼントされる。おしゃべりの最後は宮地の「また、出てねー」で締める。
  - なお火曜日・金曜日のスポンサー協力により、スポンサー提供の商品が該当曜日に登場したリスナーにプレゼントされている。
- 15:18 てれるぜみや〜ち【あかひげ薬局】
  - 番組に寄せられたメッセージの中で、「てれちゃう」ちょっとエッチな内容のメッセージを紹介するコーナー。祝日、夏休み、冬休み、春休み等の休日には子供の聴取を配慮し、「ソフトなやつをお願いします」と呼びかけている。当日の設定テーマによってはこのコーナーへの投稿が少なくなるケースもある。このコーナーで紹介されるメッセージは、時間帯だけに「お城」や「準備体操」、「運動会」等と間接的にエッチな内容を連想させる言葉に差し替えて送られることがほとんどである。
  - 月曜日 - 金曜日を通じてこのコーナーで採用されたリスナーの中から抽選で2名に、あかひげ薬局提供商品[注釈 9]をプレゼント。なおあかひげ薬局に一時期不祥事があった際は、ノンスポンサー扱いで放送（不祥事ということでCMは公共広告機構（現：ACジャパン）に差し替えられていた）しプレゼントもあかひげ関連とは差し替えられた。2009年2月12日放送ではあかひげ先生!ズバリ解決に出演中の内原茂樹（赤ひげ先生）と古池真由美（現：旭堂鱗林）がコーナーゲストとして登場した。
- 15:23 （火・水）ニッポン放送 ラジオリビング
  - ニッポン放送プロジェクトによる通販コーナー。東京のラジオ局であるニッポン放送と同じジングルとBGMが使用されている。
- 15:27
  - （月） 教えて!アディーレ法律事務所【アディーレ法律事務所（東海ラジオオリジナルCMが放送される）】
    - 毎回、郵便（手紙、ハガキ）・FAXで寄せられたリスナーからの法律に関する悩み（1〜2つぐらい）について、アディーレ法律事務所の弁護士が電話出演し、分かりやすく答える。
    - 以前、石丸幸人が電話出演していた頃は、コーナー名が「教えて!石丸弁護士」であった。

  - （火） 地球はみどり【花ごころ】担当:青山紀子（東海ラジオアナウンサー）
    - 花や園芸に関する知識を青山が紹介していく。また花や園芸に関する質問なども受け付けており、質問者全てに返答が来る仕組みとなっている。

  - （水） 杉浦一幸のおしゃれインテリアトーク【DO LIVING ISSEIDO】
    - リスナーから、住まいやインテリアに関する質問を受け付け、コーナースポンサーでもある一誠堂の杉浦が答えていく。なお毎月、一誠堂・提供のプレゼントが抽選でもらえる。

  - （木） スポンサー枠【泉屋製菓総本舗】
- 15:36 リポート119　
  - 名古屋市消防局が日替わりで、救急・消防・防災・お知らせ等の情報を伝える。たまに、宮地・神野コンビがわかりやすく説明するために、消防局職員が企画した短い劇を演じることがある。なお、祝日等で消防局が消防救急業務以外休みの場合は、パーソナリティー2人が消防局から提供された文面を読み上げる。なおこのコーナーは「名古屋市役所庁舎内の小さな部屋からお届けしている」と、放送内で担当職員がコメントしたことがある。
- 15:41 だじゃれでみや〜ち【まごころ畳】
  - ダジャレのコーナー。リスナーから届いたその日のテーマをもじったダジャレを読み上げる。ネタの大半はパーソナリティーやその代役のアナウンサーに関係したものである。なお、投稿中の名字の部分は「M地さん」「J野さん」などと伏字にされている。
- 15:48 中日新聞ニュース【（火・木）イワクラゴールデンホーム】・天気予報【NTTドコモ】・交通情報【（月・水）熱田神宮】
- 15:55 エンディング
  - おめでとうのコーナーの残りのメッセージが読まれる場合もある。
  - 最後に次の番組（打ち切り時点で「山浦・深谷のヨヂカラ!」）のパーソナリティーと次回のテーマに関するトークが行われる。
  - 2015年春ごろから、リスナーからリクエストがあった曲を2人が歌いながら終了していた。

## 番組グッズ
- 宝紙

番組でメッセージを読まれ、「宝紙!」とパーソナリティが言うと貰える。入っていた封筒に宝くじを入れておくと、よく当たるという噂が番組内でも紹介されている。また、企業がらみのコーナーでレポート先の人が番組ファンであることを公言された場合、その人にも言うことがある。
- 写ってるんですカメラ（通称：カメラ）

毎回、1名にプレゼント。1枚目が出演者の写真（通常はパーソナリティのみだが、ゲストが来た放送日の場合は、ゲストとパーソナリティが写ったバージョン）となっている。
- 色紙

パーソナリティー2人のサイン・2人が写った写真が貼ってあるほか、リスナーの希望する言葉・パーソナリティー2人の好きな言葉（一攫千金を希望する人が多いほか、もじった一獲億金なども多い）。また希望する人には、宮地の歯型（カミカミ）・神野のキスマーク（チュー）も貰える。またピンチヒッターウィークの場合は、宮地・神野バージョンのか、ピンチヒッターの2人のがいいかと聞かれ、希望するバージョンの色紙が貰える。
- オリジナルステッカー
- 番組オリジナルカレンダー

パーソナリティー・リスナーが考えた言葉・記念日などにおけるダジャレが書いてある（カレンダーに書くダジャレ・言葉は、事前に募集）。このカレンダーは年末にプレゼントされるほか、公式サイトから「ダウンロード→印刷」し、カレンダーのように作ることができる。

## 公開生放送
この番組の公開生放送が、基本的に年2回、最低1回を目安として行われていた。その1回というのが、毎年4月に国営木曽三川公園内で特設ステージを組んで行われていた（この時期に同公園内では、チューリップ祭りを開催されている。そのため公開生放送はその祭りのイベントの一環として扱われる）。また番組内で行われた公開放送でリスナーが撮影した写真を募集し、パーソナリティー・スタッフが選び抜いた中から大賞を決定する、みや〜ちフォトコンテストを開催していた。なお受賞作品は公式サイトでも閲覧できる。なお公開生放送が行われる際は、普段の番組の進行と変わるほか、宮地・神野の二人が放送するのも14時45分ぐらいまでとなる（公開生放送終了後も話によると、ステージ上では2人の放送では聞けない話を聞くこともできるとか）。なおその後は、本社スタジオから男女2名のアナウンサーコンビが担当する（番組上でのジングルも、『宮地佑紀生』の部分を、そのときのスタジオ担当者の名字に差し替えたバージョンを流す）。
東海ラジオゴールデンウィークフェスタ（旧・名古屋わんぱく祭）が開催されていた頃は、もちろん当番組も他の番組と同じく、会場内から公開生放送を行っていた。
2000年代後半からは体育の日に愛知県犬山市から公開生放送が行われていた。毎年交互に博物館明治村とリトルワールドで会場を変えることが慣例となっていた。放送体制は4月の木曽三川公園センターでの公開生放送と同じである。

## 東日本大震災発生時の対応
2011年3月11日は番組放送中の14時46分に東日本大震災が発生。急遽以降のレギュラーコーナーをほとんど中止し（ドラゴンズ情報とラジオショッピングは通常通り。CMも通常通り流れた）、直後の番組（「安蒜豊三 夕焼けナビ」）を担当する安蒜豊三もスタジオに入り、3人で地震関連情報を伝えた。番組中にも余震が度々発生し、宮地は「今まで生きてきてこんなに揺れを感じたのは初めて。『落ち着かなければ』と自分に言い聞かせつつも、正直少し動揺している」とコメントした。
なお、レギュラーコーナーの代替として東京支社からの電話レポート、偶然観光で浅草付近にいた川島葵（当時：東海ラジオアナウンサー）からの現地レポートを放送した。
14日から4月1日まではテーマメッセージに加え地震に関するメッセージを募集した。また、「てれるぜみや〜ち」「ダジャレでみや〜ち」の内容をリスナーのメッセージ紹介に変更した（提供枠は変更無し）他、時報前の「おめでとうのコーナー」を「お誕生日のコーナー」と名称を変更して放送した。14日には15時52分に緊急地震速報が発令されたため放送が一時中断。しかし、実際は東海地方で強い揺れを感じることはなく、56分から通常通り交通情報、また簡単にエンディングを届けた。15日分のテーマは「うるさい」だったが「そこまで」（本来は17日分のテーマ）に差し替えてメッセージを募集した。